# Ікар-ДЛАУ
«Іка́р-ДЛА́У» — аматорський футбольний клуб з міста Кропивницького.

## Історія

### Попередні назви
- 1960—1991: «Ікар»
- 1994—2001: «Ікар-МАКБО-94»
- 2001—2004: «Ікар-МАКБО»
- 2004—        :«Ікар-ДЛАУ»

### СРСР
Команда «Ікар» була створена 1960 року Кіровоградською школою вищої льотної підготовки цивільної авіації. Її гравцями стали курсанти та працівники школи. Разом з тим при школі була створена необхідна матеріально-спортивна база: побудований стадіон, спортивні та тренажерні зали.
Команда почала брати участь у міських та обласних змаганнях, а також в Універсіадах серед навчальних закладів Міністерства цивільної авіації СРСР та змаганнях ЦС ДСО «Спартак». Великий внесок у становлення команди у другій половині 1970-х і початку 1980-х років зробив колишній викладач кафедри фізичного виховання Олександр Веремєєв.
З розвалом СРСР через скрутне фінансове положення команда перестала виступати в чемпіонатах.

### Україна
1994 року навчальний заклад, реорганізований в Державну льотну академію України, та виробничо-комерційна фірма «МАКБО-94» відновили діяльність клубу, давши йому назву «Ікар-МАКБО-94». Президегтом клубу став власник фірми «МАКБО-94» Сергій Васильович Бориско, який зробив великий внесок у розвиток студентського футболу.
З цього часу команда стала брати участь у кубку та чемпіонаті Кіровоградської області по першій групі. Крім того, при кафедрі фізичної та психофізіологічної підготовки відкриваються навчальні групи дітей з футболу, які створюють молодіжну команду. 
Восени 1999 року команду очолив новий головний тренер Даренко В.В. і начальник команди Коваленко Л.Т. У 1999 і 2000 роках команда стає срібним призером чемпіонату області. У 2000 році вперше завойовує Кубок області, а в 2001 році, в рік 50-річчя академії, робить дубль, завоювавши Кубок і став чемпіоном області.  Це досягнення клуб повторив і наступного року, а потім ще двічі поспіль ставав чемпіоном області.  
2004 року, ставши чемпіонами ВНЗ України, клуб представляв студентський футбол країни на Чемпіонаті Європи в Бельгії (м. Антверпен), де зайняли почесне 5 місце серед 25 команд.
В цей же час команда виступала і на загальнонаціональних змаганнях, таких як чемпіонати ААФУ 1998/1999, 2002, 2003 років та кубки ААФУ 2000, 2007 років, проте в жодному з них не досягла високих результатів.
Після смерті Сергія Бориска в 2004 році в команди починається спад, вона втрачає місце в чемпіонаті області. В сезоні 2005 року команда протягом всього другого кола грає в чемпіонаті області поза заліком, а група гравців на чолі з тренером Вадимом Даренком перейшли до «Зірки». З 2006 року команда виступає в нижчому за класом чемпіонаті Кіровограда, щосезону борючись за чемпіонство. Тричі (у 2006, 2007 та 2011 роках) це їй вдавалось.

## Досягнення
- Чемпіон Кіровоградської області: 2001, 2002, 2003, 2004
- Володар Кубка Кіровоградської області: 2000, 2001, 2002, 2007
- Чемпіон Кіровограда: 2006, 2007, 2011

## Відомі гравці
Футболісти клубу, що виступали у вищій лізі України чи інших країн:
- Богданов Юрій Вікторович — колишній гравець кіровоградської «Зірки»;
- Мандрика Роман Васильович — срібний призер чемпіонату України з пляжного футболу в складі «Плеса»;
- Мизенко Олександр Вікторович — колишній гравець кіровоградської «Зірки» та донецького «Металурга»;
- Порошин Андрій Михайлович — колишній гравець кіровоградської «Зірки»;
- Ромашев Олександр Валерійович — колишній гравець кіровоградської «Зірки»;
- Собко Сергій Григорович — колишній гравець кіровоградської «Зірки»;
- Чорноіван Олексій Олександрович — колишній гравець кіровоградської «Зірки».